# 바르바리줄무늬풀밭쥐
바르바리줄무늬풀밭쥐(Lemniscomys barbarus)는 쥐과에 속하는 설치류의 일종이다. 아프리카 북서부의 모로코와 알제리, 튀니지 해안가에서 발견되는 작은 종이다. 과거에는 사하라 이남 아프리카에 널리 분포하는 것으로 간주되었지만, 현재는 별도의 휴글린줄무늬풀밭쥐로 취급하고 있다. 비교적 작은 줄무늬풀밭쥐속 종으로 포획상태로 키워지는 가장 흔한 종이다. 바르바리, 휴글린, 후그스탈줄무늬풀밭쥐는 어둡고 밝은 줄무늬가 특징적이다. 다른 줄무늬풀발쥐속 종들은 좀 더 많은 반점/중간에 끊어지는 줄무니가 있거나 등을 따라 한 줄의 진한 줄무늬가 있다.